# Rudrama Devi
Gospa Rudrama Devi (hindski रुद्रमा देवी; devi = "božica"; 1259. – 1289.) bila je kraljica Indije iz moćne dinastije Kakatiye (काकतीय वंश).
Rođena je 1259. godine kao kći kralja Ganapatideve i njegove nepoznate žene te je isprva nazvana Rudrāṃbā. Njezin je otac htio rođenje sina te ju je službeno proglasio sinom tijekom rituala znanog kao Putrika te je ona dobila ime Rudradeva.
Rudrama je počela vladati svojim kraljevstvom zajedno s ocem kao Rudradeva Maharaja. Na prijestolje je samostalno došla s 14 godina te je postala rani, kraljica vladarica. Okrunjena je 1269., jer tad joj je otac umro te je ona bila jedini vladar svoje zemlje.
Premda je Rudramu otac odabrao za nasljednicu, mnogi su bili protiv nje jer je bila žena te su vjerovali da samo muškarac može biti pravi kralj.
Rudrama je bila žena princa Virabhadre. Nisu imali biološke djece te su posvojili dvije djevojčice, Mummadmbu i Ruyyambu.
Njezin je nasljednik bio kralj Prataparudra II.

## U kulturi
- Rudhramadevi – film u kojem Rudramu glumi Anushka Shetty (अनुष्का शेट्टी)